# Johannes Gunckel
Johannes Gunckel (auch: Gunckelin, Stöb, Stöbius; * um 1486 in Wangen im Allgäu; † 1535 in Wittenberg) war ein deutscher Physiker und Logiker.

## Leben
Der Stiefbruder des Matthias Ratzeberger immatrikulierte sich im Sommersemester 1504 an der Universität Wittenberg, wo er am 30. September 1505 Baccalaureus wurde und am 3. Januar 1507 den akademischen Grad eines Magisters der freien Künste erlangte. Im Wintersemester 1508/09 fand er Aufnahme in den Senat der philosophischen Fakultät, bekleidete das Amt des Dekans der Fakultät im Sommersemester 1512 und im Wintersemester 1520/21, zudem war er im Sommersemester 1518 und im Wintersemester 1528/29 Rektor der Wittenberger Akademie.
1512 wurde er alten Collegiat aufgenommen und Professur für Physik nach Thomasius, übernahm Juni 1521 die Professur für thomistische Logik und wurde 1523 Professor für aristotelische Metaphysik. 1523 kam er als Nachfolger für den verstorbenen Stiftsherrn Johannes Rachel in Frage, verzichtete aber darauf am 22. Juni 1524, da er die dazu erforderliche Priesterweihe ablehnte und sich für die Ehe entschied. Stattdessen wurde er am 6. Oktober 1525 mit ökonomischen Aufgaben als Speisemeister und Haushalter der Universität, was er bis zu seinem Lebensende blieb.
Seine Witwe ist mit einem Hausverkauf noch 1543 in Wittenberg nachweisbar.